# Cadrete
Cadrete ist eine Kleinstadt und Hauptort einer Gemeinde (municipio) mit 4.639 Einwohnern (Stand: 2024) in der spanischen Provinz Saragossa der Autonomen Gemeinschaft Aragonien. Zur Gemeinde gehören auch die Ortsteile Las Colinas, Murallas de Santa Fe, El Sisallete und Los Olivares.

## Lage und Klima
Cadrete liegt etwa 13 Kilometer (Luftlinie) südwestlich der Provinzhauptstadt Saragossa in einer Höhe von ca. 305 m und am Huerva. Das Klima ist gemäßigt; Regen (ca. 382 mm/Jahr) fällt mit Ausnahme der eher trockenen Sommermonate übers Jahr verteilt.

## Bevölkerungsentwicklung
| 1900 | 1910 | 1920 | 1930 | 1940 | 1950 | 1960 | 1970 | 1981 | 1991 | 2001 | 2011 | 2021 |
| ---- | ---- | ---- | ---- | ---- | ---- | ---- | ---- | ---- | ---- | ---- | ---- | ---- |
| 654  | 634  | 668  | 672  | 798  | 687  | 656  | 682  | 679  | 917  | 1729 | 3177 | 4334 |

## Wirtschaft
Jahrhundertelang lebten die Bewohner des Ortes direkt oder indirekt als Selbstversorger. Ab Ende des 20. Jahrhunderts wurde Cadrete auch zu einer Siedlung für Pendler nach Saragossa. 

## Sehenswürdigkeiten
- Kirche der Unbefleckten Empfängnis (Iglesia de la Virgen de la Inmaculada Concepción)
- Burgruine von Cadrete (arabisch: Hisn Qadrit) aus dem 10. Jahrhundert, seit 2006 Nationaldenkmal (Bien de Interés Cultural, Patrimonio histórico de España)
- Rathaus

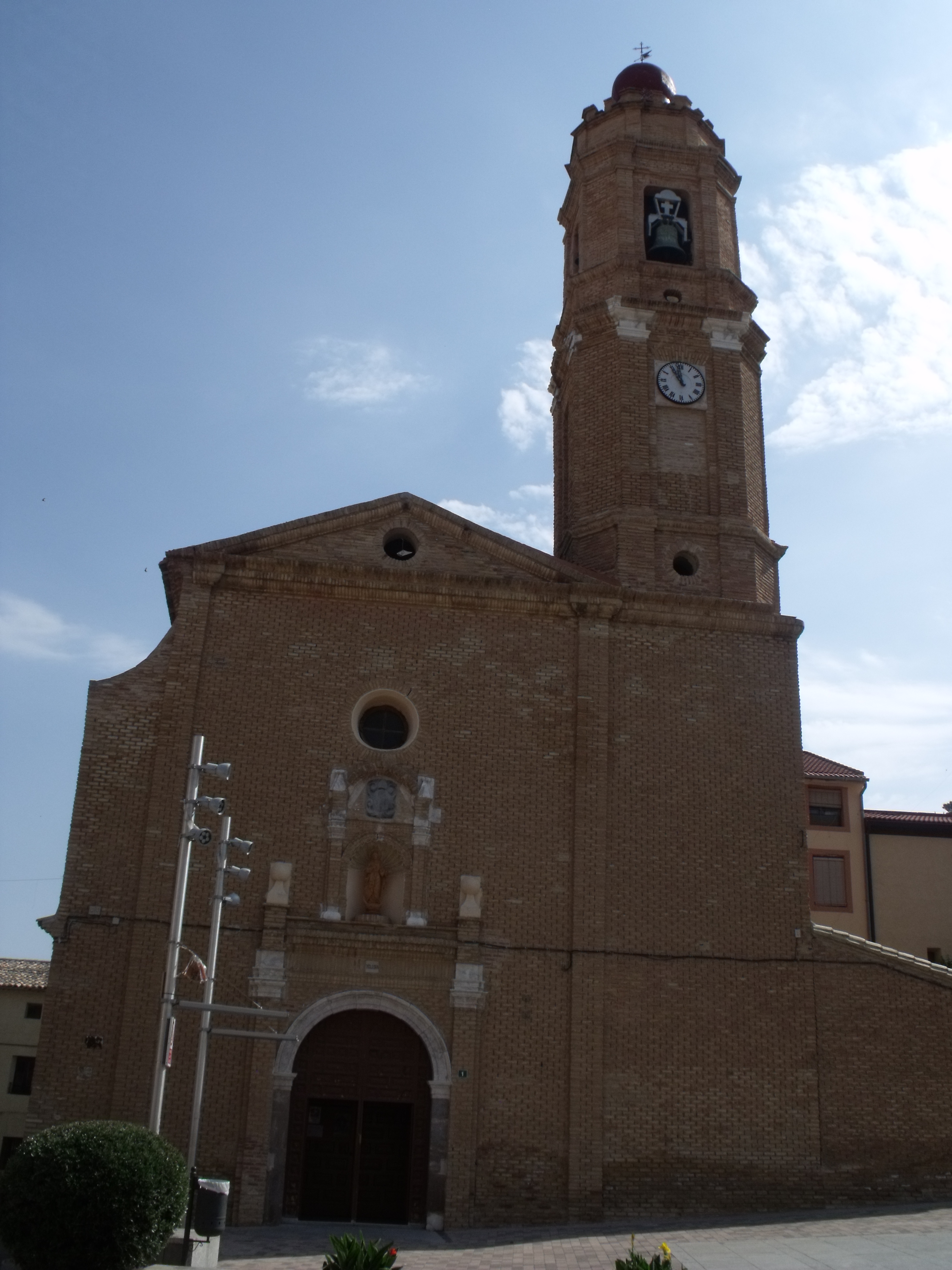
Kirche der Unbefleckten Empfängnis
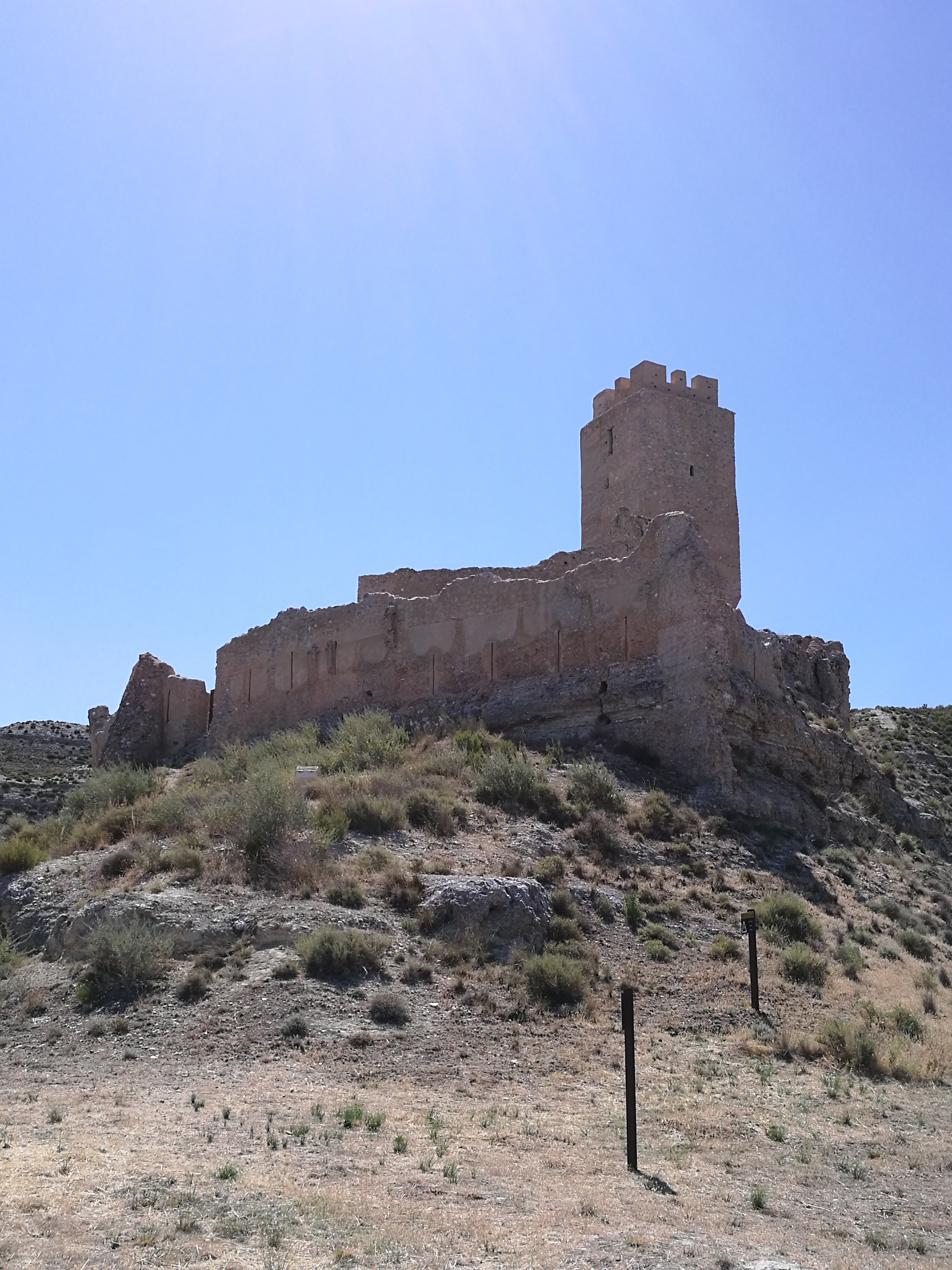
Burgruine
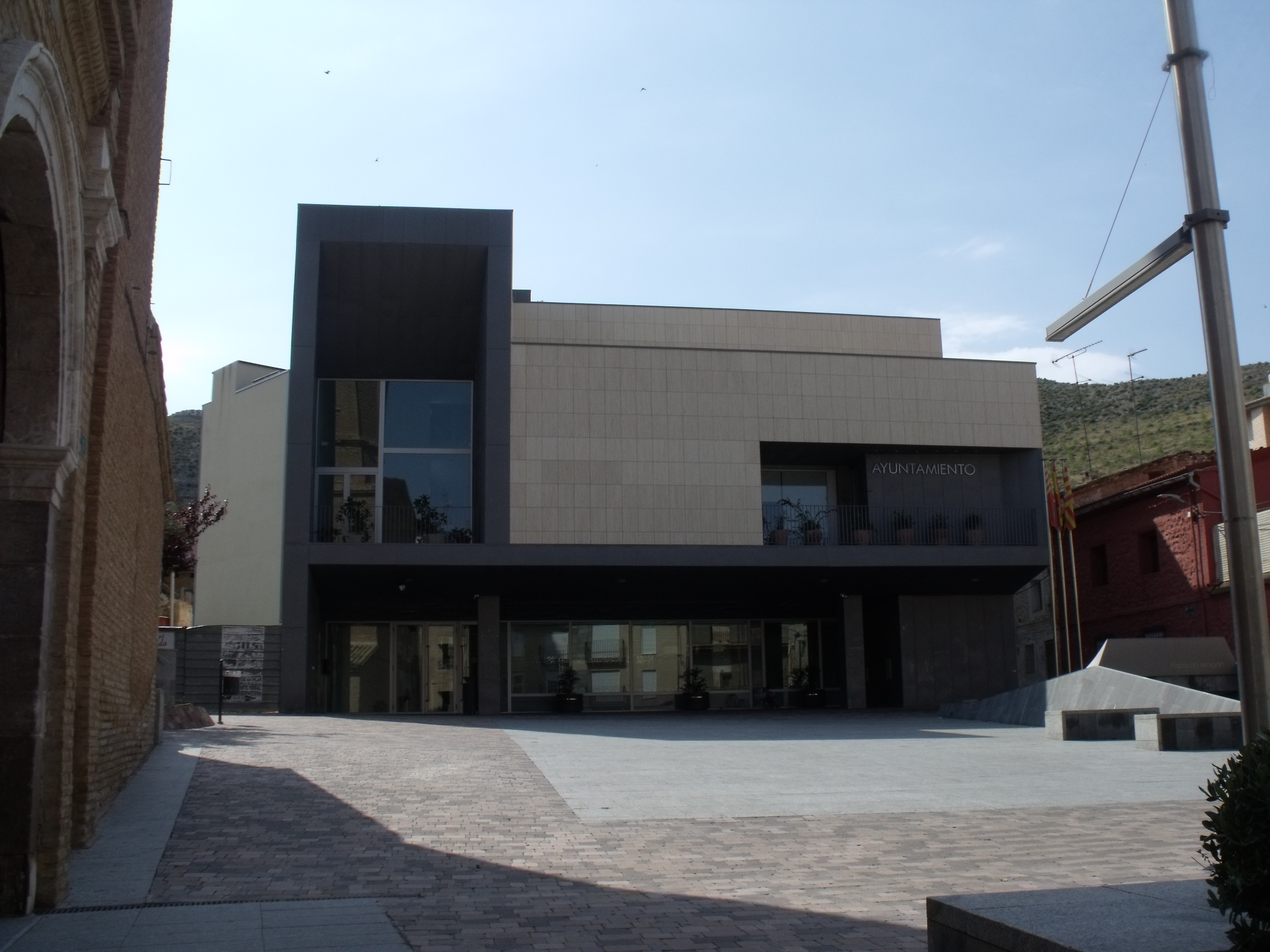
Rathaus

## Gemeindepartnerschaft
Mit der französischen Gemeinde Roullet-Saint-Estèphe im Département Charente (Neuaquitanien) besteht eine Partnerschaft.